# スズメノチャヒキ
スズメノチャヒキ Bromus japonicus はイネ科の植物。円錐花序に円筒形に近い小穂を多数付け、小穂には長い芒がある。

## 特徴
立ち上がる一年生草本。ただしBeck (2016)は越年草、つまり秋に芽生えてロゼットとなって冬を越し春に結実する、と記している。稈は高さ30 - 70 cm。全体に柔らかい毛に被われている。葉身は長さ15 - 30 cm、幅3 - 7 mmで、裏面、表面共に毛が密生している。葉鞘は完全に閉じて円筒形となっており、その長さは茎の節の長さより長く、そのために途中に次の節が包まれており、その部分は鞘が膨らんで見える。葉舌は半円形で高さ1 - 2.5 mm。
花期は6～7月。円錐花序は長さが15 - 25 cm程で、枝は花序の下方では一つの節から数本が輪生状に出ているのに対し、上の方では一つの節から1～3本が出ており、枝にはまばらに小穂をつける。小穂は長さ17 - 23 mm、幅5 - 7 mmで6～10個の小花を含み、それらは互いに密着して重なり合ってほとんど隙間がない。本属の小穂は左右から扁平になるものが多いが、本種の場合ほとんど扁平になっていない。第1包頴は長さ5 - 6.5 mmで3本の脈があり、第2包頴は長さ7 - 8 mmとより大きくて7～9本の脈がある。いずれの包頴も背面は丸くなっており、竜骨状とはならない。護頴は大きくて長さ9 - 11 mmもあり、先端は丸くなっているかあるいは真ん中が窪んでおり、先端から2 mm程後方の背面から芒が出る。芒の長さや形は小穂上の小花の位置によって異なり、基部の小花では芒は長さ3 mmほどで真っ直ぐであるのに対し、先端の方の小花では長さ10 mmを越える場合もあり、若い段階では真っ直ぐであるが、熟して乾燥すると強く外側向きに曲がるようになる。内頴は長さ7 - 8 mmと護頴より短く、両側に2本の竜骨があり、その部分に長い毛が並んでいる。雄蕊は3個あり、葯は長さ1 mm。
和名は「雀の茶挽」で、カラスムギのことをチャヒキグサと言い、本種の花穂がこれに似ていることによる。英名は Japanese brome で、学名の種形容語も japonicus であるが、これは本種が日本の標本によって記載されたことに基づく。

## 分布と生育環境
日本では北海道、本州、四国、九州に分布する在来種で、国外ではユーラシア大陸の温帯域に広く分布し、さらに北アメリカにも帰化している。北アメリカにおいては移入種として広がっており、ハワイ州とアラスカ州、それにカナダの北端地域を除く各地に広がっている。
荒れ地や畑地などに生える。

## 生態・生活史
上記のように日本では一年草と記してあることが多いが、帰化した北アメリカでは越年草とされている。それによると本種の発芽は秋に行われ、冬には栄養器官のみの成長が見られる。春になると栄養器官の成長は急激になり、穂が出てくるのが5月初旬から、種子の形成は6月から7月始めとなる。その後すぐに植物体は枯死するが、種子はそのまま枯れた植物体上に残り、秋から冬にかけて脱落散布される。そのまま春になって苗を生じることはほとんどなく、秋に出現する新しい芽生えは、そのほとんどが過年度以前の種子に基づく。
これもアメリカでの調査結果であるが、本種の種子は採取してすぐに調節された環境下で培養した場合には高い確率で発芽するが、野外の地面に蒔いた場合には四ヶ月間はその発芽する確率が非常に低くなり、一定の成熟期間を必要とする。

## 分類・類似種など
本種の属するスズメノチャヒキ属 Bromus には世界の温帯から亜寒帯にかけて150種以上が含まれる。日本には12種ほどが知られ、そのうちで在来種は本種を含めて3種ほどである。そのうち、イヌムギ B. unioloides は小穂がはっきり扁平であることで区別される。これ以外のものは本種も含めて小穂は円柱形に近くあまり扁平でない。そのうち多くの種では第1包頴は細い針型で主脈しかないのに対して、本種は複数の脈を持つ。同様の特徴を持つ種でもハマチャヒキ B. hordeaceus は花序の枝が短く、小穂が密集する。カラスノチャヒキ B. secalinus は本種によく似ているが成熟すると小穂の護頴の縁が巻き込んで小花の基部や小軸が見えるようになること、護頴の芒が短くて真っ直ぐであること、それに葉鞘に普通は毛がないことなどで区別できる。
長田 (1993)では、判別形質として以下のものを挙げている。
- 全草に毛を密生する。
- 小穂はほとんど扁平にならず、6～10個の小花を含む。
- 包頴は大きさが大きく異なり、第1は3脈、第2は7～9脈を持つ。
- 護頴は卵形で背面が丸い。
- 上方の小花の護頴には芒があり、芒は長くて乾燥すると強く外側に反り返る。
- 内頴の竜骨の上にはまばらに長く開出した毛がある。

## 利害
日本では道ばたに普通な雑草である。
利用面では飼い葉として用いるには年間を通じて降水量による変化が大きく、飼育下でも野生動物の飼料となる面においても安定供給が見込めず、その価値は高くないとされる。

## 保護の状況
環境省のレッドデータブックには指定はないが、鹿児島県では準絶滅危惧種に指定されている。